# Radiotelescopio Effelsberg
Il radiotelescopio Effelsberg è un radiotelescopio di 100 m di diametro situato nei pressi di Bad Münstereifel, nella Renania Settentrionale-Vestfalia, in Germania.
Inaugurato il 1º agosto 1972, è stato per 29 anni il più grande radiotelescopio orientabile del mondo, fino a quando nel 2000 è stato superato dal radiotelescopio di Green Bank ih Virginia.
È gestito dal Max Planck Institute for Radio Astronomy di Bonn ed è impiegato principalmente per l'osservazione di pulsar, nubi molecolari e polvere interstellare (dove avviene la formazione di nuove stelle), getti di materia emessi da buchi neri e nuclei di galassie molto distanti. Circa il 45% del tempo di osservazione è reso disponibile per astronomi esterni.

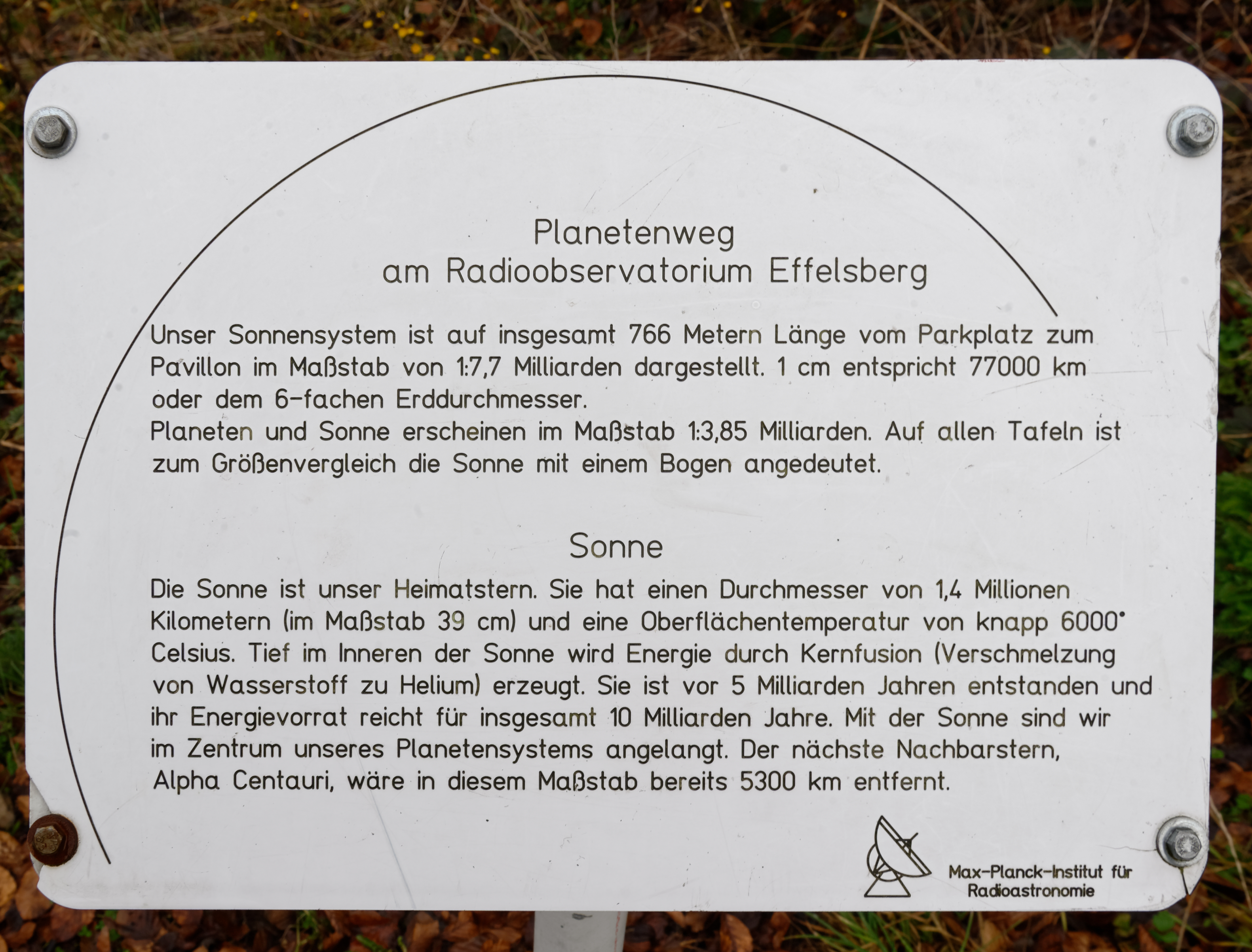
Sole
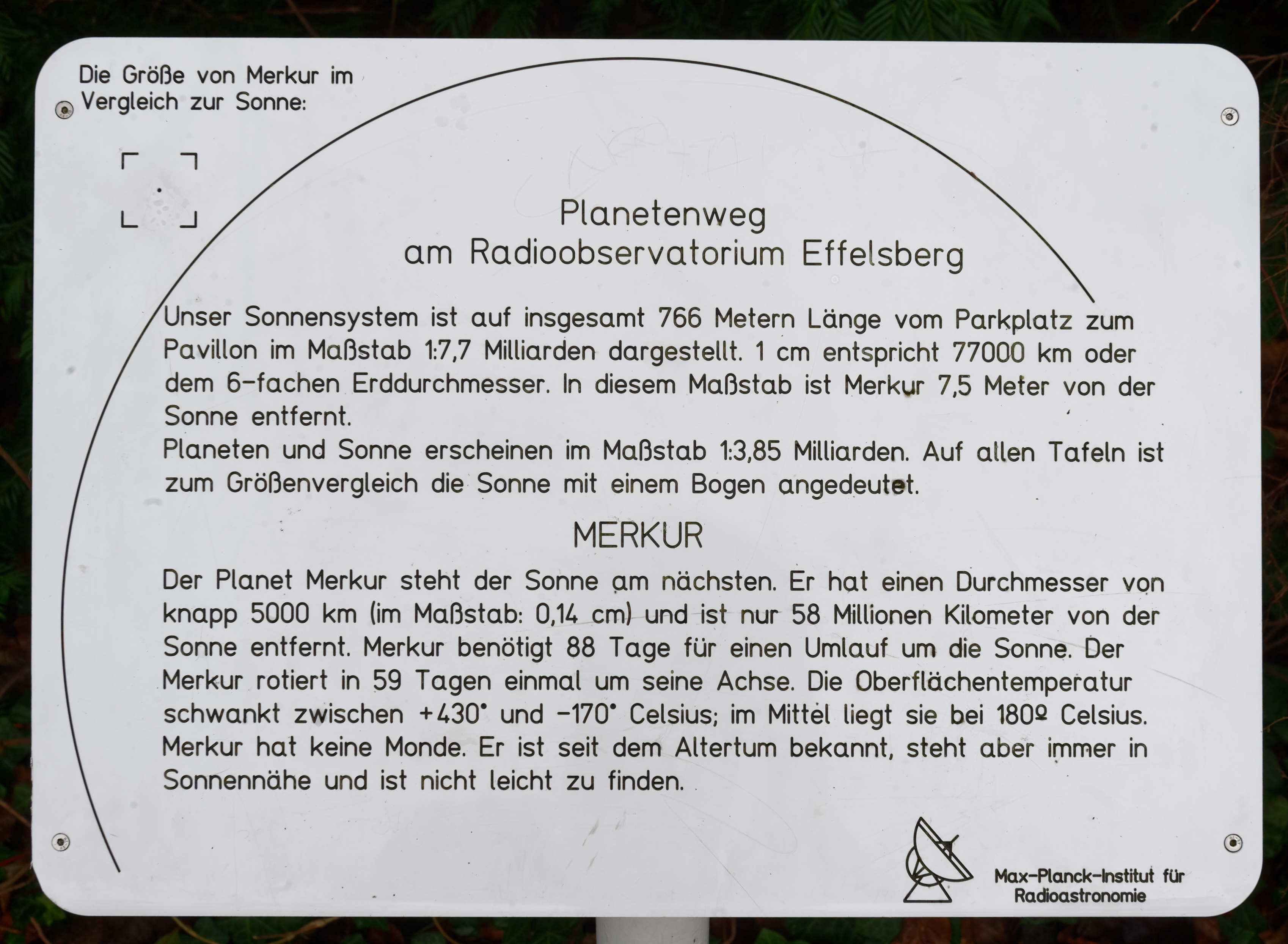
Mercurio
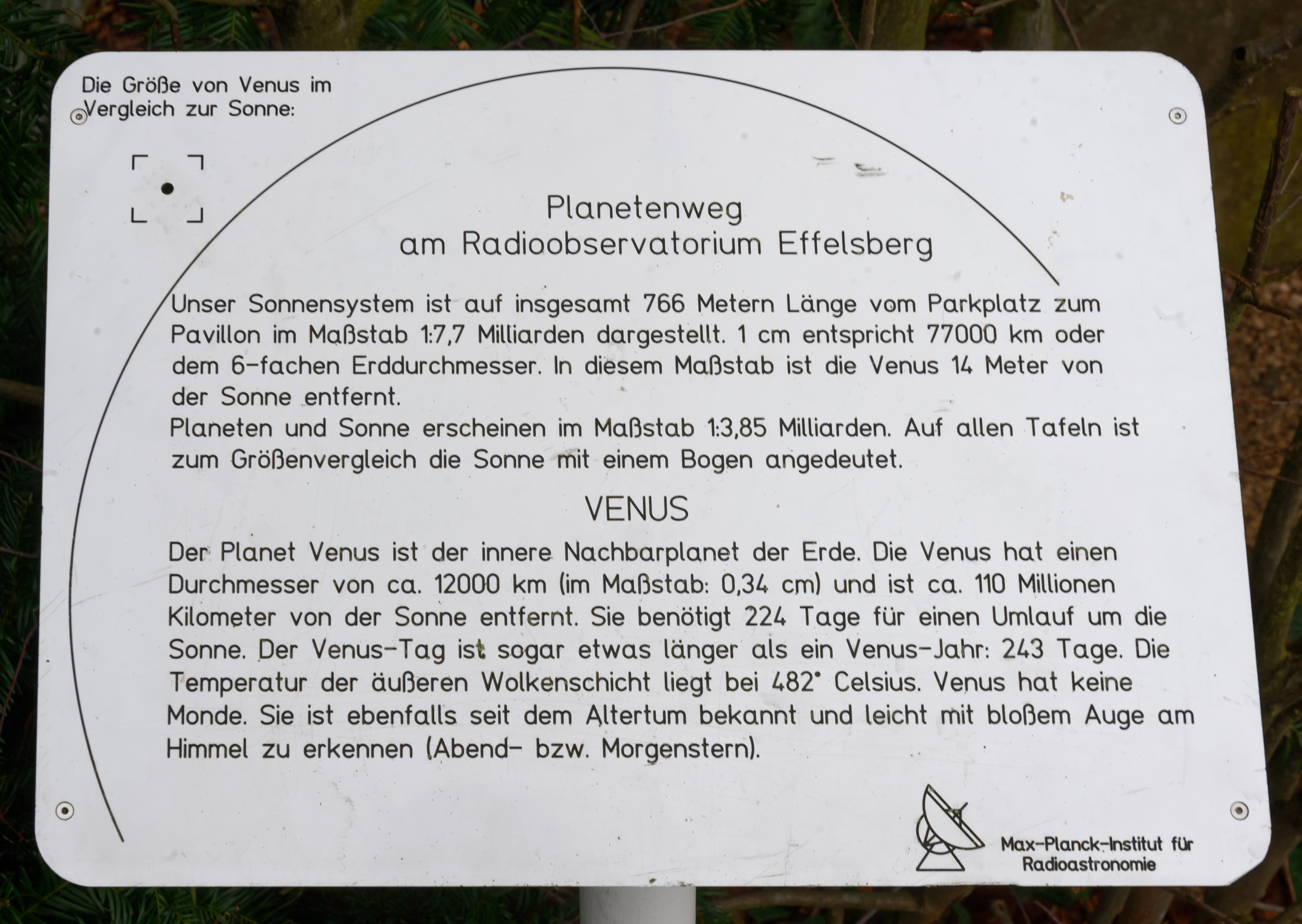
Venere
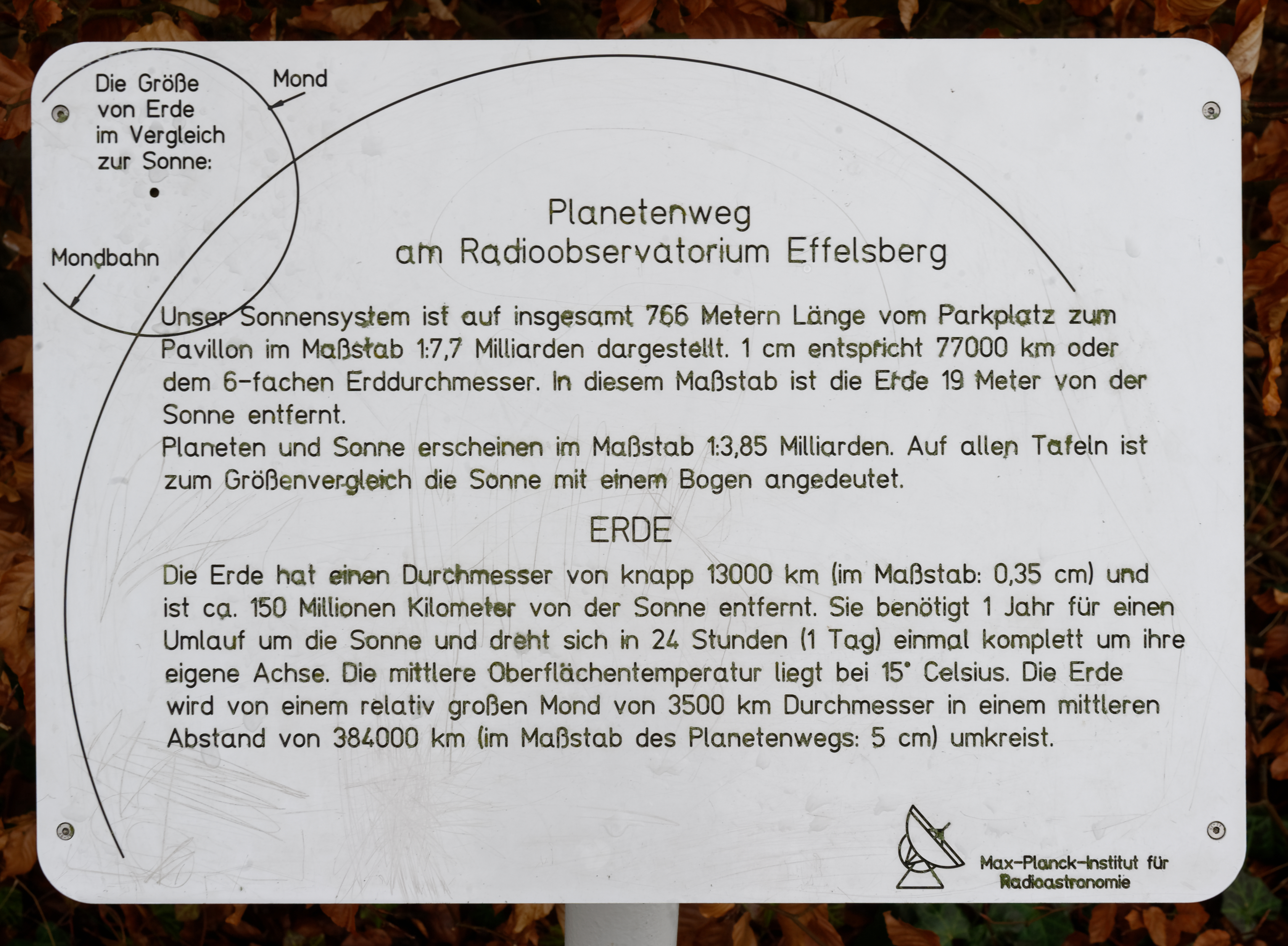
Terra
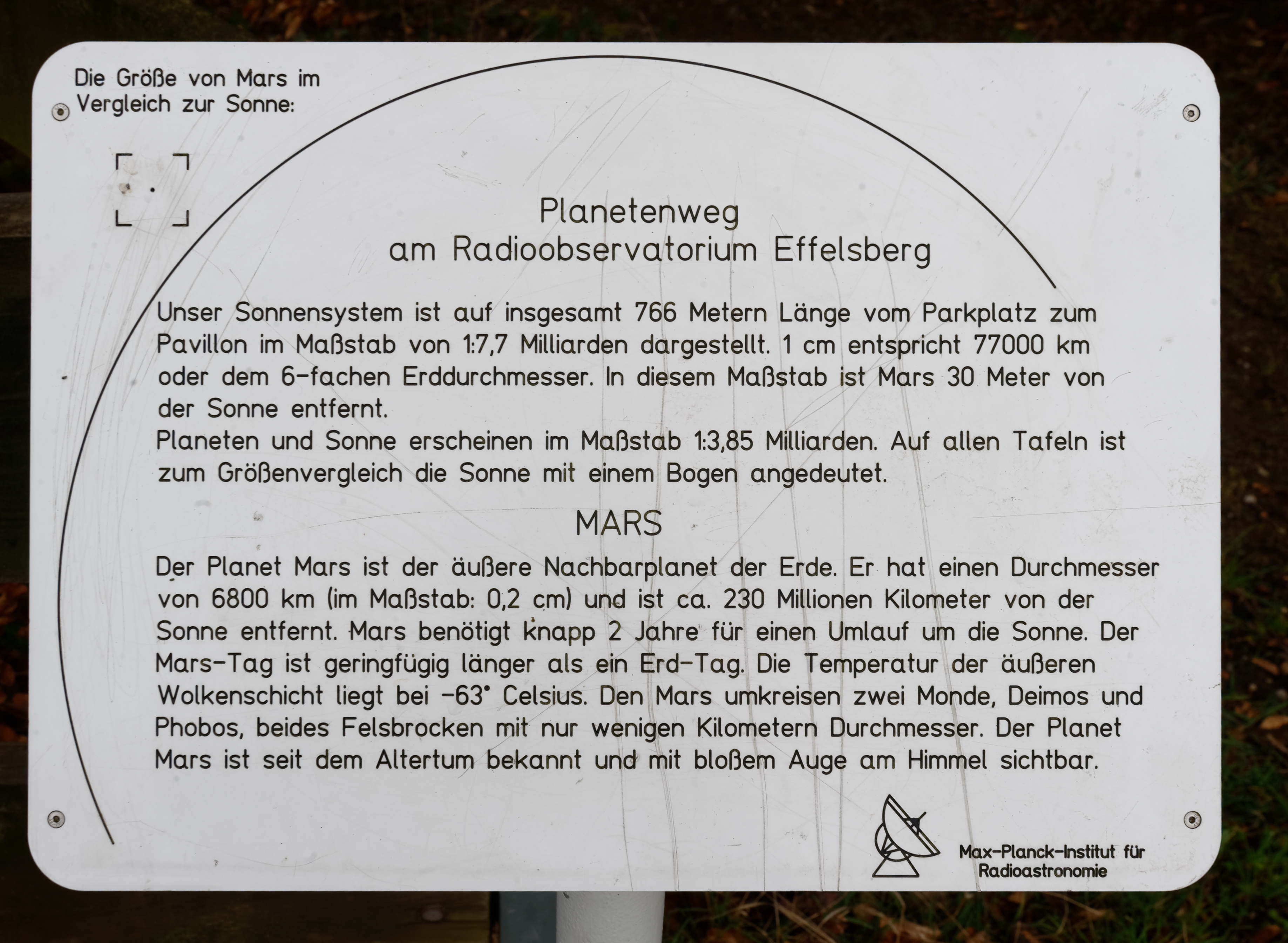
Marte
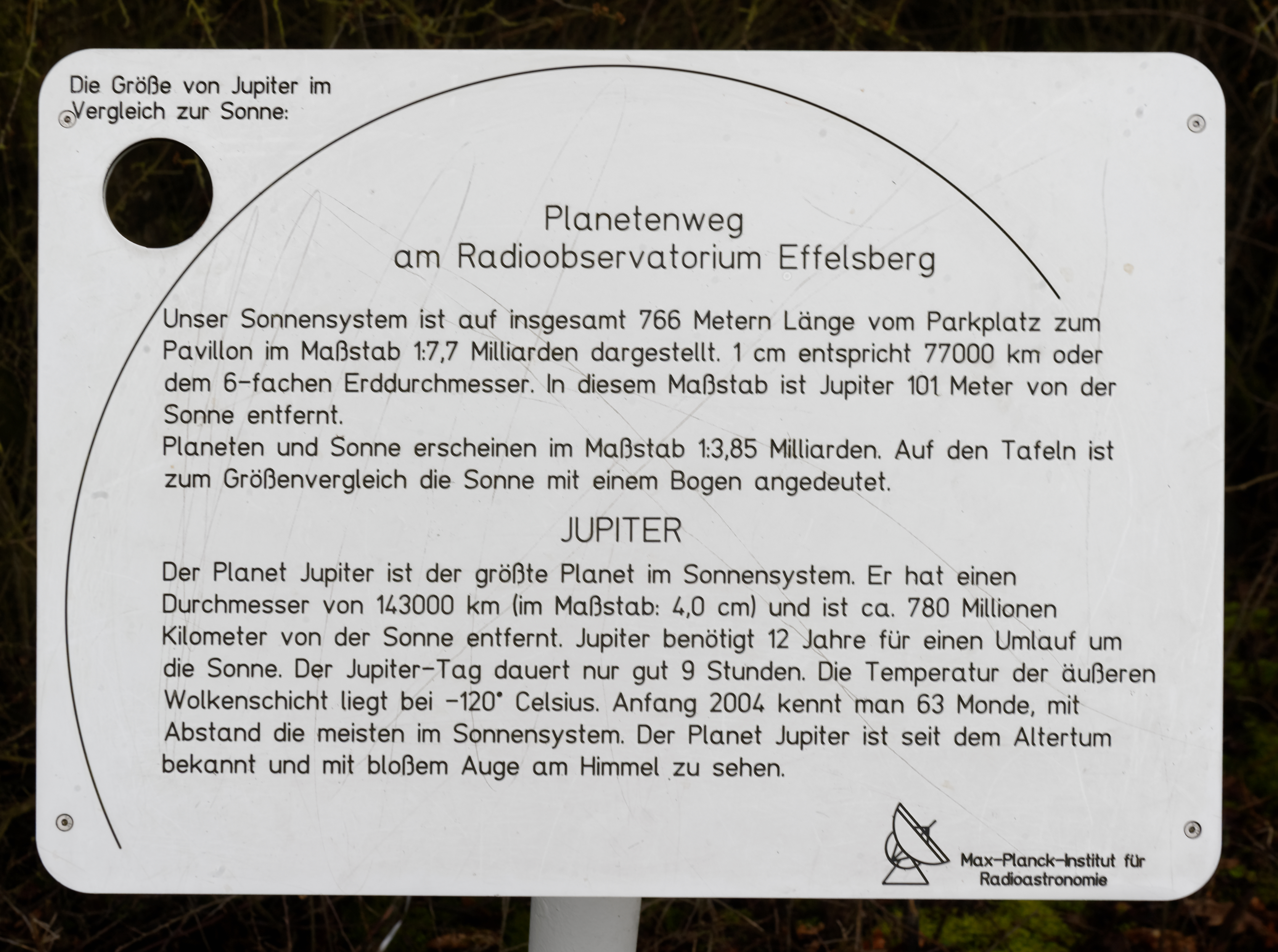
Giove
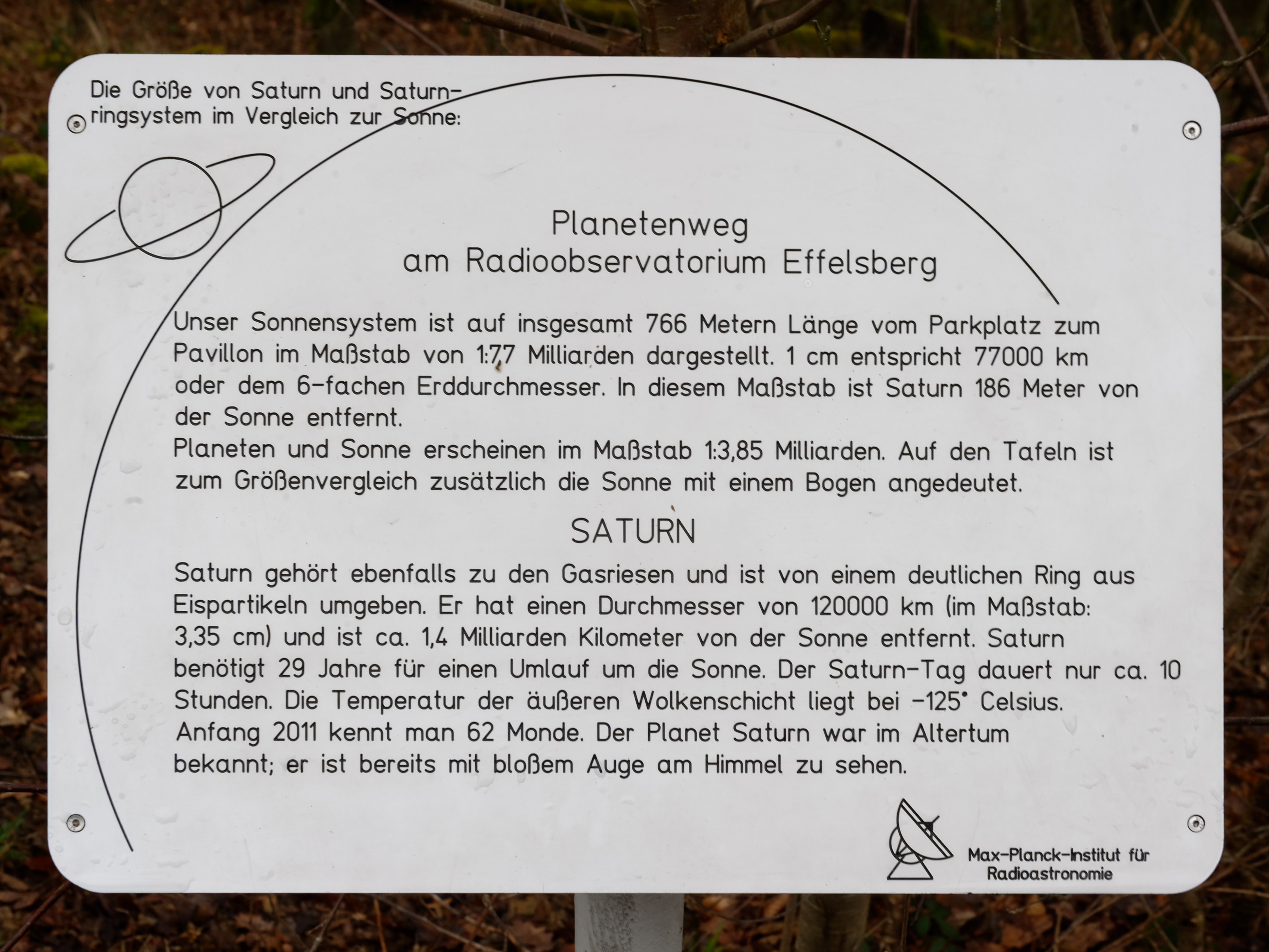
Saturno
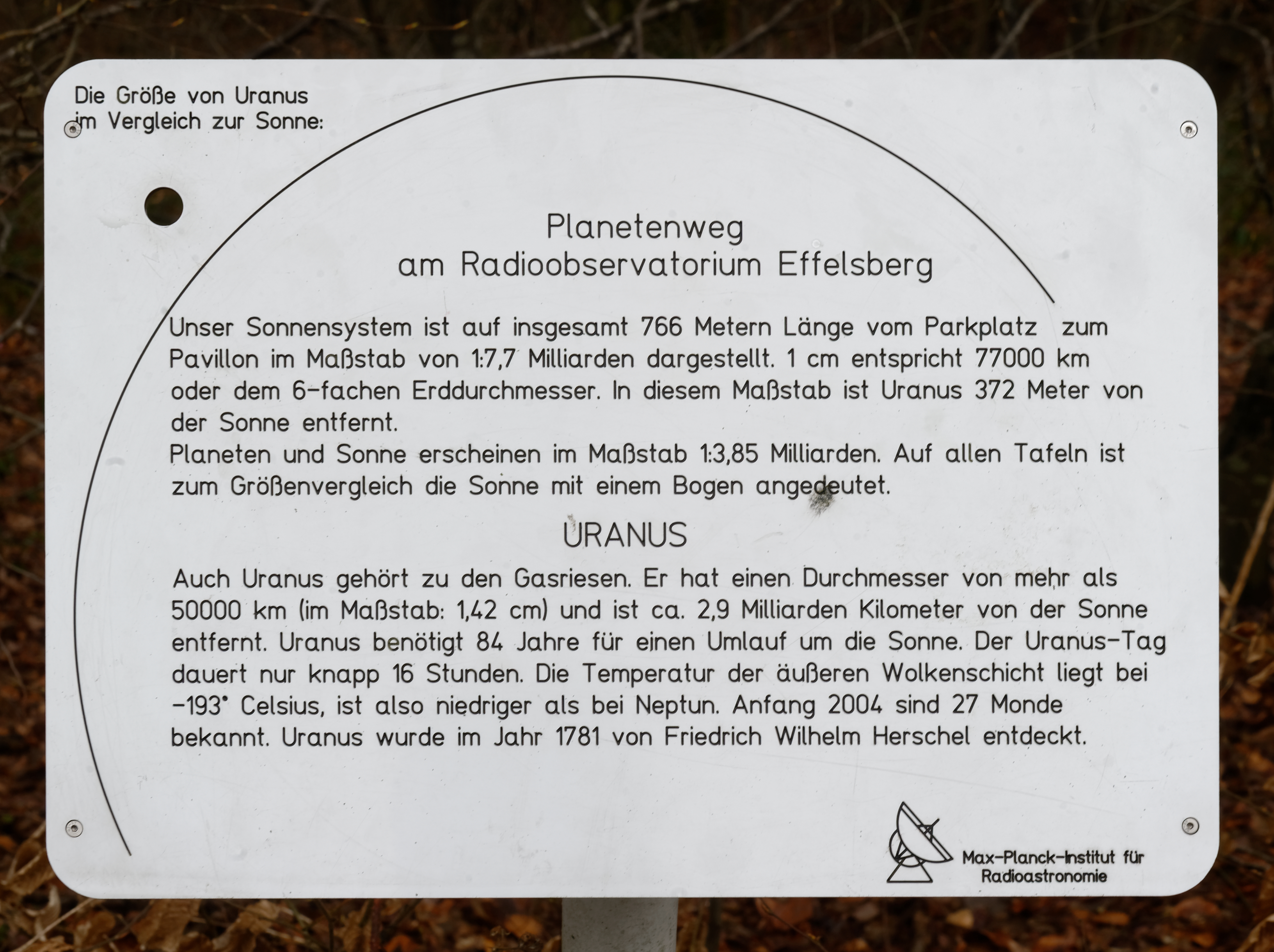
Urano
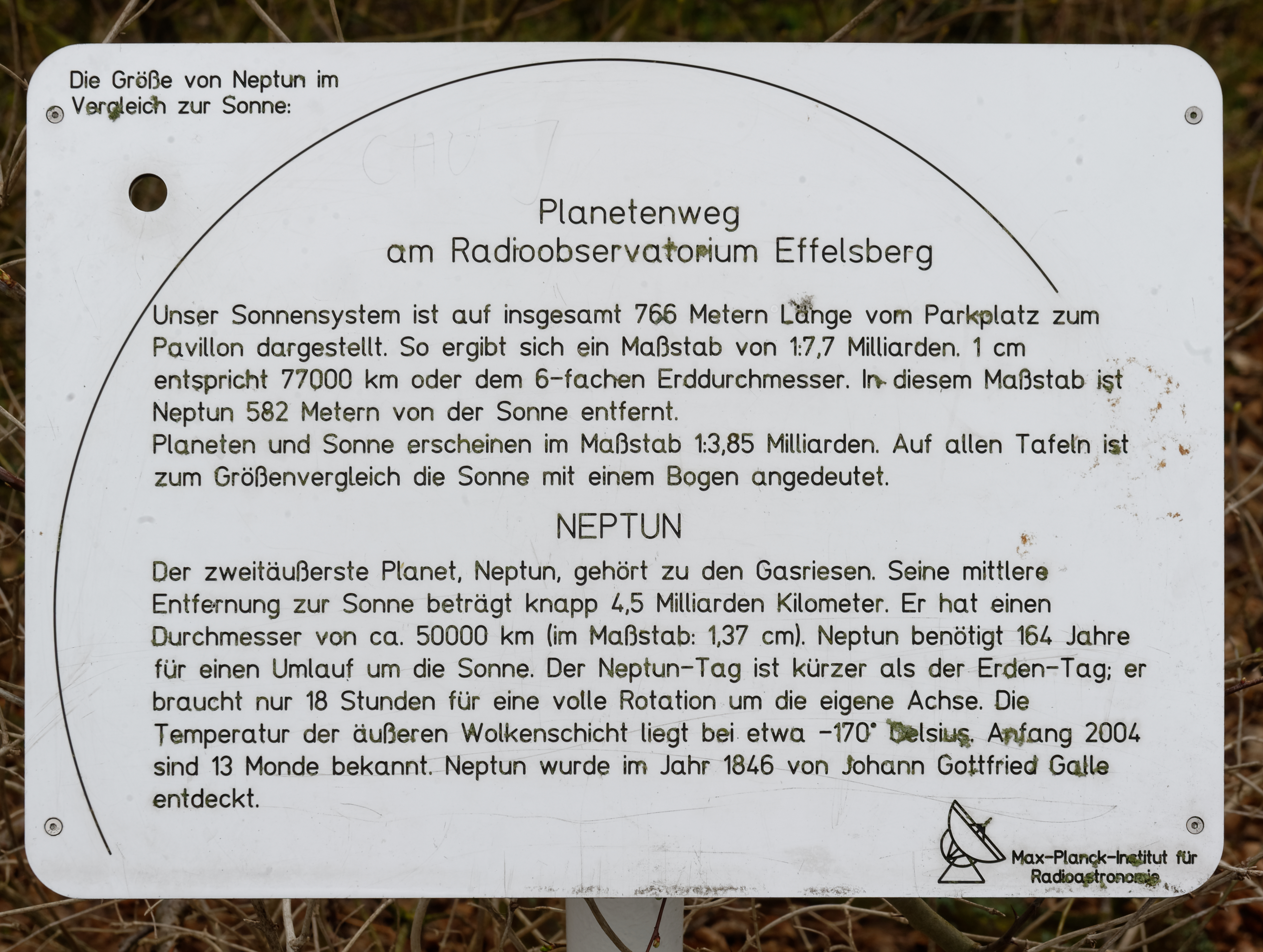
Nettuno
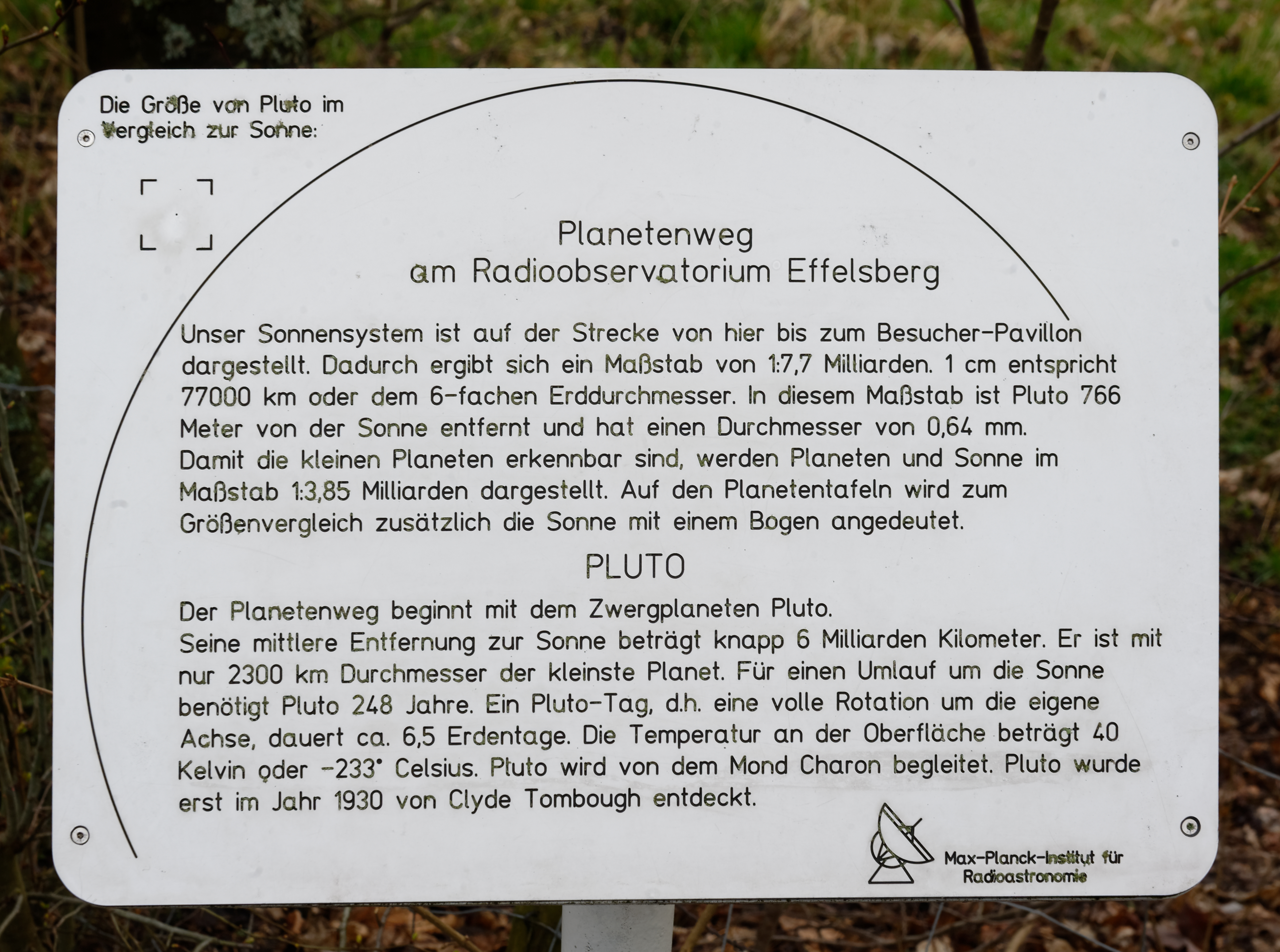
Plutone

## Ricerca e risultati scientifici

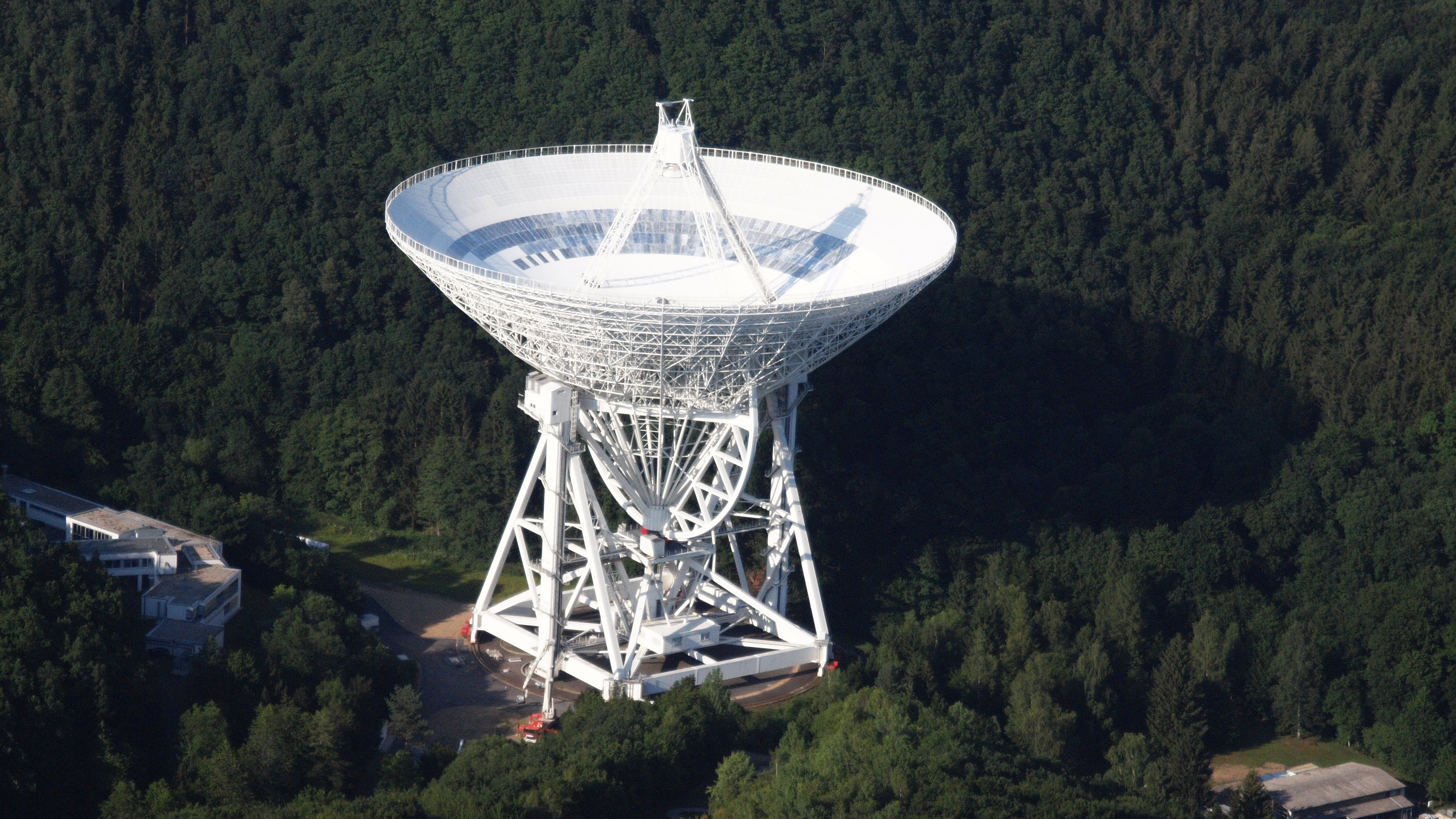
Radiotelescopio visto dall'alto

Il radiotelescopio di Effelsberg ha condotto importanti ricerche astronomiche, tra cui la mappatura del cielo a 408 MHz (73 cm), condotta nel 1982 da Hasnat Aslam e altri.
Uno studio pubblicato a Marzo 2017 ha evidenziato enormi campi magnetici nei pressi degli ammassi di galassie CIZA J2242+53. Tali campi si estendono per milioni di anni luce e si suppone siano generati dalla collisione diretta di due ammassi di galassie ad altissima velocità